# Bolcocius shibatai
Bolcocius shibatai es una especie de coleóptero de la familia Zopheridae.

## Distribución geográfica
Habita en Japón.